# Bonet (nakrycie głowy)

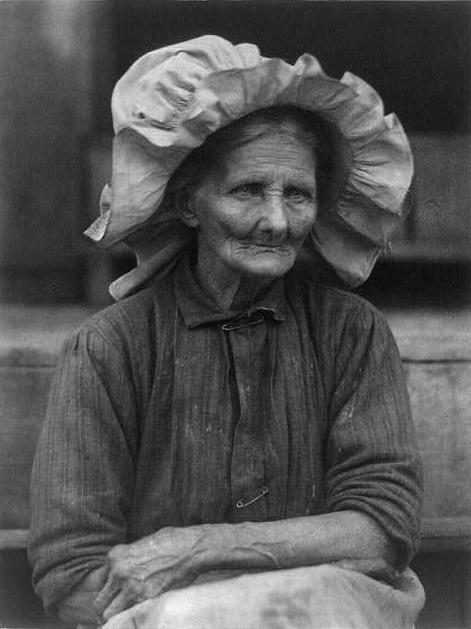
Stara kobieta w bonecie autorstwa amerykańskiej fotografki Doris Ulmann (1884-1934)

Bonet – rodzaj nakrycia głowy, którym to określeniem nazywano rodzaj beretu lub czapki bez daszka oraz ozdobny czepek z miękkiej tkaniny, noszony w XVIII w. przez kobiety.